# St. Cäcilia (Irmgarteichen)

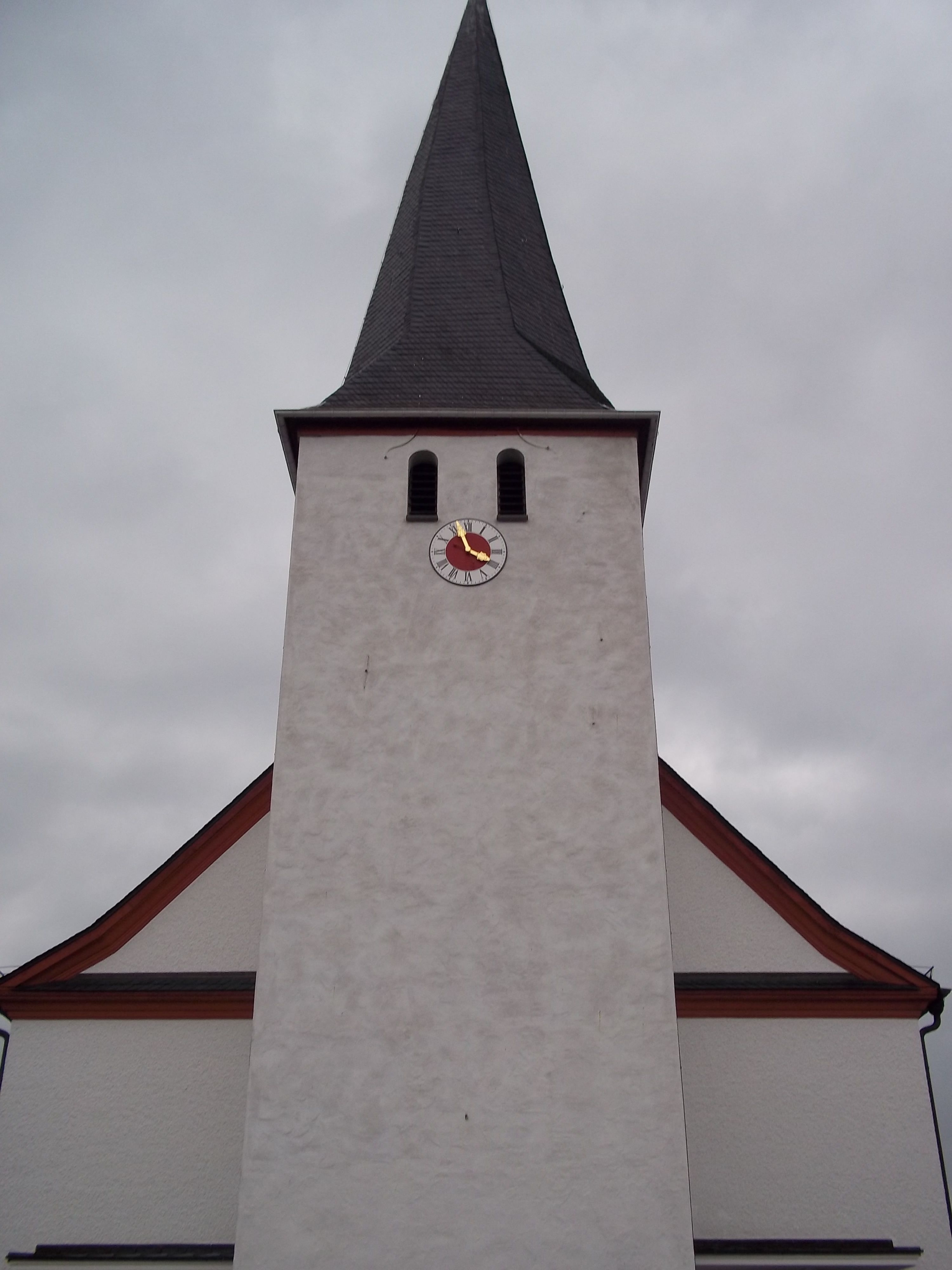
Der Turm von St. Cäcilia in Irmgarteichen

St. Cäcilia Irmgarteichen ist eine katholische Kirche im Stadtteil Irmgarteichen der Stadt Netphen und gehört zu den ältesten Kirchen des  Siegerlandes. Kirchenpatronin ist die Hl. Cäcilia von Rom.

## Geschichte
1325 wurde die Kapelle der heiligen Cäcilia zum ersten Mal urkundlich erwähnt. Sie wird im Siegener Urkundenbuch als „capella subjecta“, als eine von Netphen abhängige Kapelle bezeichnet. 1339 wurde der dortige Geistliche noch „viceplebanus“ genannt, ein Geistlicher, der von einem ordentlichen Pfarrer abhängig war. Aber schon 1349 trat St. Cäcilia als gleichberechtigt mit den übrigen Pfarrkirchen des Landes auf und besaß sogar ein eigenes Pfarrsiegel.
St. Cäcilia Irmgarteichen geht auf die Gründung der Herren von Hain zurück, die aus dem Grundherrengeschlecht der Burg Hainchen stammten. Deren Nachfolger waren die Herren von Bicken, welche auch das Patronatsrecht der Cäciliakirche besaßen.
Im Irmgarteichen des 16. Jahrhunderts standen alle 20 Häuser auf Kirchen- oder Pfarrgut. Die Bewohner mussten neben den landesherrlichen Abgaben auch kirchliche Abgaben leisten. In Irmgarteichen waren das ein Metzen Hafer und ein junger Hahn sowie ein eintägiger Frondienst, um die Pfarrgrundstücke zu bestellen.

### Reformation
Wilhelm von Nassau trat 1530 zum Protestantismus über und schon bald wurde die Lehren Luthers im Siegerland eingeführt. Das Kirchspiel Irmgarteichen war bald reformiert.
Im Gegensatz zur Martinikirche in Netphen, die nach Beendigung des Dreißigjährigen Krieges 1648 von den evangelischen Einwohnern mitbenutzt wurde, blieb die Kirche in Irmgarteichen nach der Beendigung Krieges katholisch, trotz Beschwerden der protestantischen Einwohner.
Vor allem Inspektor Irle wollte mit aller Gewalt die Bestimmungen des westfälischen Friedens 1648 durchbringen. Diese besagen, dass der Normalzustand von 1624 hergestellt werden und der evangelische und katholische Besitzstand so bleiben oder wiederhergestellt werden sollte, wie er am 1. Januar 1624 gewesen war.
Da das Kirchspiel Irmgarteichen1624 evangelisch war, hätte die Kirche in den Besitz der Evangelischen gegeben werden müssen.
Irle wollte sogar den Pfarrer von Irmgarteichen, Hermann Huppenius, aus dem Land vertreiben. Doch der Pfarrer wurde von den Brüdern Johann Friedrich und Philipp von Bicken sowie einem Glöckner unterstützt. Auch die katholischen Bauern von Irmgarteichen unterstützten den Pfarrer. Die Bauern und der Glöckner versperrten dem Pastor Leschenmacher, der einen evangelischen Gottesdienst halten wollte, die Kirche. So blieb die Cäciliakirche gegen die Bestimmung des Westfälischen Friedens katholisch. Das Kirchspiel Irmgarteichen war bald wieder rein katholisch.

### Entstehungssage
Einer Sage nach soll in Hainchen vor langer Zeit eine fromme Jungfrau namens Irmengart oder Irmgart gelebt haben. Nach schwerer Krankheit gelobte sie Gott einen Tempel zu erbauen. Ein wundersames Vögelchen soll ihr gesagt haben „Wo ech sönge en de Deern, do soll de Kirche hingebaut weern“. Die Jungfrau wollte die Kirche aber lieber auf einer Anhöhe zwischen dem jetzigen Irmgarteichen und Gernsdorf bauen. Die dazu beschafften Eichenstämme verschwanden über Nacht von der Baustelle und wurden an der Stelle gefunden, an der das Vögelchen zuvor sein Lied gesungen hatte. Nachdem dies mehrere Tage passiert war, entschied sich die Jungfrau die Kirche an diesem Ort zu erbauen. Die Kirche trug seitdem den Namen Kirche zu den Irmgarteichen und auch das später um die Kirche erbaute Dorf trägt diesen Namen.
Der Salchendorfer Lehrer Johann Sting schrieb in seiner Chronik von 1864, dass die Kirche zu Irmgarteichen aus Steinen erbaut wurde und „keineswegs sehr alt“ ist. Sting vermerkte ausdrücklich, dass das Jahr der Erbauung der jetzigen Kirche zu Irmgarteichen nicht bekannt sei, zu der Erbauung aber eine weitere Sage in der hiesigen Bevölkerung existiert:
So sollen drei Brüder von Bicken aus der Gefangenschaft der Türken befreit worden sein, Sting vermutet sie gerieten während des Türkenkrieges Kaiser Karl V. von 1535 bis 1541 in Gefangenschaft, und auf ihrem Heimweg von einem Löwen über das Mittelmeer getragen worden. Einer der Brüder verlor seinen Glauben und ging im Meer unter, die anderen beiden Brüder kamen wieder in der Heimat an und erbauten die noch heute stehende Kirche.

## Bauwerk
1725 wurde die von den Herren von Bicken gebaute Kirche vergrößert.
1932 wurde eine neue Kirche errichtet, nur der alte Turm, welcher um 1725 erbaut wurde, wurde in den Neubau mit einbezogen. Dieser steht heute unter Denkmalschutz. Als die Cäciliakirche in Irmgarteichen 1932 neu erbaut wurde, gab man einige Kunstwerke weg. Die Kirche in Hainchen bekam u. a. eine Pietà aus dem 17. Jahrhundert, die Kirche in Salchendorf bekam eine gotische Nikolausfigur aus Holz.
1995 wurde das Innere der Kirche umfassend renoviert, 1964 erhielt die Kirche eine neue Orgel.
Zwei gusseiserne, wappengeschmückte Grabplatten der Herren von Bicken aus den Jahren 1529 und 1538 wurden aus dem Innenraum der Kirche entfernt und an der Außenmauer angebracht. Eine dieser zwei Grabplatten war für den Chorherrn von St. Alban in Mainz errichtet worden.

## Das Bicken-Grabmal
In der Kirche befindet sich ein vier Meter hohes und 1,88 m breites Renaissance-Epitaph für die Ritter Johannes und Eberhard von Bicken, die auch einen Teil ihres Besitzes dem Kirchspiel Irmgarteichen vermachten. Beide Brüder waren vermutlich als Fähnriche tätig. Die Herren von Bicken galten als Mäzene der Pfarrei Irmgarteichen. Das Grabmal wurde von Philipp von Bicken in Erinnerung an seine zwei verstorbenen Brüder in Auftrag gegeben.

## Prozession
Die Prozession entstand auf Veranlassung des Hermann Huppenius (1636 bis 1681). Die Pfarrei Irmgarteichen hat das Privileg zweier alter Prozessionen: die Dreifaltigkeitsprozession und die Fronleichnamsprozession. Noch heute werden diese Prozessionen ausgeführt.

## Glocken
Die St. Cäcilia Kirche besitzt heute vier Glocken. Drei stammen aus dem Jahr 1921 und wurden in Bochum gegossen. Eine, die St. Mariaglocke, stammt aus dem Jahr 1866. Diese Glocke sollte 1914 abgegeben werden, da alle Glocken aus Bronze abgegeben werden sollten. Diese Glocke konnte jedoch, anders als zwei andere Glocken, gerettet werden. Auch im Zweiten Weltkrieg sollten die Glocken weggegeben werden. Jedoch verschonte das Ende des Zweiten Weltkrieges die Glocken vor ihrem beschlossenen Schicksal.